# Щербинка (район Москвы)
Ще́рбинка — район города Москвы в составе Новомосковского административного округа, а также соответствующее ему одноимённое муниципальное образование (муниципальный округ).

## История
Район Щербинка был создан в 2024 году в рамках административно-территориальной реформы в ТиНАО путём объединения территорий упразднённого городского округа Щербинка (существовавшего с 2005 года в границах города Щербинки), частей территорий бывших поселений Воскресенское и Рязановское, а также части территории района Южное Бутово.
Органы местного самоуправления новообразованного муниципального округа Щербинка являются правопреемниками органов местного самоуправления городского округа Щербинка и поселения Рязановское.

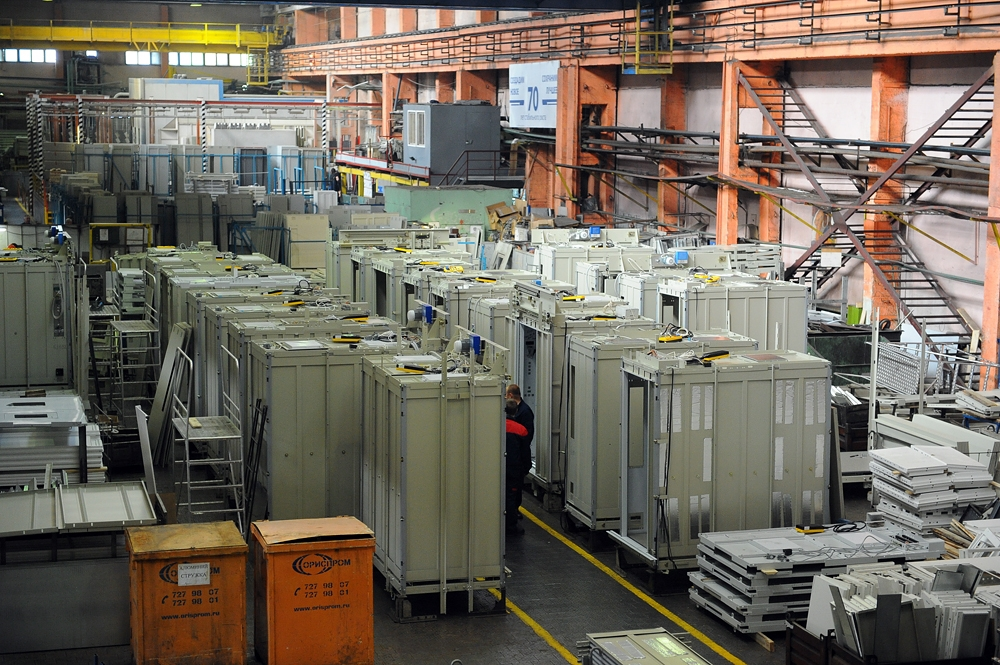
Щербинский лифтостроительный завод

Первым главой управы района Щербинка назначен Благов Дмитрий Александрович, бывший глава поселения Филимонковское. Выборы совета депутатов района Щербинка проведены в сентябре 2024 года и проводились по пяти трёхмандатным избирательным округам.

## Территория и границы
Граничит с районом (городским округом) Троицк, районами (муниципальными округами) Коммунарка и Южное Бутово, муниципалитетами Московской области (городскими округами Ленинский и Подольск).